# عارضه (پزشکی)
یک عارضه (جمع: عوارض پزشکی) در پزشکی نتیجه نامطلوب یک بیماری، وضعیت سلامتی یا درمان است. عوارض ممکن است بر پیش آگهی یا نتیجه یک بیماری تأثیر منفی بگذارد. عوارض معمولاً شامل بدتر شدن شدت بیماری یا ایجاد علائم جدید، علائم یا تغییرات آسیب‌شناسی و پاتولوژیک است که ممکن است در سراسر بدن گسترده شده و سایر سیستم‌های اندام را تحت تأثیر قرار دهد؛ بنابراین، عوارض ممکن است منجر به ایجاد بیماری‌های جدید ناشی از یک بیماری قبلی شود. همچنین ممکن است در نتیجه درمان‌های مختلف عوارضی ایجاد شود.
رشد عوارض به عوامل متعددی از جمله میزان آسیب‌پذیری، حساسیت، سن، وضعیت سلامتی و وضعیت سیستم ایمنی بستگی دارد. آگاهی از شایع‌ترین و شدیدترین عوارض یک بیماری، روش یا درمان، امکان پیشگیری و آمادگی برای درمان را در صورت لزوم فراهم می‌کند.
عوارض را نباید با یازماند اشتباه گرفت، که اثرات باقیمانده ای هستند که پس از مرحله حاد (مرحله اولیه، یا شدیدترین مرحله) یک بیماری یا آسیب رخ می‌دهد. بازماند می‌تواند در اوایل توسعه بیماری یا هفته‌ها تا ماه‌ها بعد ظاهر شود و در نتیجه آسیب یا بیماری اولیه باشد. به عنوان مثال، یک اثر زخم ناشی از سوختگی یا دیسفاژی ناشی از سکته مغزی بازماند در نظر گرفته می‌شود. علاوه بر این، عوارض را نباید با چندابتلایی، که بیماری‌هایی هستند که همزمان رخ می‌دهند، اما هیچ ارتباط مسببی با یکدیگر ندارند، اشتباه گرفت.

## بیماری‌ها و عوارض شایع

### عوارضمشکلات درمان‌زاد
خطاهای پزشکی می‌توانند به دسته‌های مختلفی تقسیم شوند که در زیر فهرست شده‌اند:
- دارو: اشتباهات پزشکی دارویی شامل تجویز اشتباه، مشکل در رساندن و چسبندگی دارو به بخش مورد موردنظر برای درمان می‌باشد. فرایند تجویز دارو فرایند پیچیده‌ای است که بر انتقال دقیق اطلاعات از طریق اشخاص مختلف متکی است. روش‌های پیشگیری شامل افزایش استفاده از نسخه الکترونیکی، و اطمینان از سواد و آگاهی پزشکی-بهداشتی در بین بیماران است.
- جراحی: خطاهای پزشکی مربوط به جراحی می‌تواند مربوط به بیهوشی باشد، اما اغلب شامل خطاهای رویه ای انجام جراحی در محل اشتباه و عمل جراحی در بیمار اشتباهی می‌باشد. اقدامات پیشگیرانه شامل پیروی و بررسی مجدد پروتکل استاندارد جراحی قبل، حین و بعد از عمل است. پروتکل‌های جراحی جهانی شامل تأیید هویت بیمار و علامت گذاری مناسب سایت و قسمت مورد جراحی است.
- تشخیصی: خطاهای تشخیصی شامل تشخیص اشتباه، تشخیص اشتباه و تشخیص بیش از حد است. خطاهای تشخیصی اغلب نتیجه ویژگی‌های بیمار و سوگیری و جانبداری پزشک است.
- رابط ماشین: خطاهای این دسته به اشتباهات در تعامل انسان با ابزار یا ماشین‌ها اشاره دارد. خطاهای مربوط به ماشین را می‌توان با استانداردسازی و تمایز واضح در طراحی محصولات کاهش داد.

تصویر یک کاتتر ادراری، یک علت شایع عفونت‌های مرتبط با مراقبت‌های بهداشتی.

- عوامل انسانی، کار گروهی و ارتباطات: خطاهای این دسته تأثیر فرهنگ و روابط را بر ارتباطات برجسته می‌کند. این مفاهیم می‌توانند در دسته‌بندی‌های دیگر خطاهای پزشکی نقش داشته باشند. اقدامات پیشگیرانه شامل پرورش «فرهنگ ایمنی» است که شامل ایجاد محیطی می‌شود که در آن افراد احساس راحتی کنند و در مورد نگرانی‌ها، بازخوردها و خطاها بدون ترس از مجازات بحث کنند.  تصویر یک کاتتر ادراری، یک علت شایع عفونت‌های مرتبط با مراقبت‌های بهداشتی.
- عفونت‌های مرتبط با مراقبت‌های بهداشتی (HAI): HAIها عوارض درمان‌های عمومی شامل میکروارگانیسم‌ها یا عفونت‌های ویروسی هستند و معمولاً توسط دستگاه‌های ساکن (سوند ادراری، کاتتر سیاهرگ مرکزی) یا روش‌های جراحی قبلی ایجاد می‌شوند.[۴] میکروب‌های رایج درگیر در HAIها عبارتند از: Escherichia coli , Proteus mirabilis ,[۵] و Clostridium difficile.[۴] موثرترین اقدام پیشگیرانه، بهداشت و شستن دستها می‌باشد.[۶]

### عوارض قلبی عروقی

#### فیبریلاسیون دهلیزی
فیبریلاسیون دهلیزی یا به اختصار AF حالتی است که در آن سیستم هدایت الکتریکی قلب که در دهلیزها مستقر است دچار مشکل شده و ضربان ناکامل و سریع ایجاد می‌شود. علل دارویی و غیر دارویی متعددی زمینه‌ساز این مشکل می‌تواند باشد.

## برای مطالعهٔ بیشتر
- Coventry, Brendon J (2014). Surgery: Complications, Risks and Consequences. Book series, seven volumes. Springer.
- Mulholland, Michael W.; Doherty, Gerard M. (2006). Complications in Surgery. Lippincott Williams and Wilkins. ISBN 978-0-7817-5316-6.
- Gawande, Atul (2002). Complications: A Surgeon's Notes on an Imperfect Science. Macmillan.